# 810年代
810年代（はっぴゃくじゅうねんだい）は、西暦（ユリウス暦）810年から819年までの10年間を指す十年紀。

## できごと

### 814年
- 日本最初の勅撰漢詩集『凌雲集』が成立。
- カール大帝死亡。領土はルートヴィヒ敬虔王（ルイ1世）が継承。
- ブルガール人、コンスタンティノポリスを占領（817年まで）。

### 816年
- 空海が高野山金剛峯寺を開基。これを以って真言宗の開宗とされる。

### 818年
- 菅原清公らが『文華秀麗集』を編纂。
- 東ローマ帝国で第二次聖像破壊運動。